# Alice Cooper Goes to Hell
Alice Cooper Goes to Hell je konceptuální album amerického rockového zpěváka Alice Coopera, vydané v roce 1976. Album produkoval Bob Ezrin.

## Seznam skladeb
Všechny skladby napsali Alice Cooper, Dick Wagner and Bob Ezrin, pokud není uvedeno jinak.
1. "Go to Hell" – 5:15
2. "You Gotta Dance" – 2:45
3. "I'm the Coolest" – 3:57
4. "Didn't We Meet" – 4:16
5. "I Never Cry" (Cooper, Wagner) – 3:44
6. "Give the Kid a Break" – 4:14
7. "Guilty" – 3:22
8. "Wake Me Gently" – 5:03
9. "Wish You Were Here" – 4:36
10. "I'm Always Chasing Rainbows" (Harry Carroll, Joseph McCarthy) – 2:08
11. "Going Home" – 3:47

## Sestava
- Alice Cooper – zpěv
- Dick Wagner – akustická kytara, elektrická kytara, zpěv
- Steve Hunter – kytara
- John Tropea – kytara
- Bob Babbitt – baskytara
- Jimmy Maelen – perkuse
- Jim Gordon – bicí
- Bob Ezrin – syntezátor, piáno, Fender Rhodes
- Dick Berg – Francouzský roh
- Shep Gordon – zpěv
- Shaun Jackson – zpěv
- Tony Levin – baskytara
- Allan MacMillan – piáno
- Bill Misener – zpěv
- Colina Phillips – zpěv
- Allan Schwartzberg – bicí
- Donny Vosburgh – zpěv
- Laurel Ward – zpěv
- Sharon Williams – zpěv
- Joe Gannon – zpěv
- Sharon Lee Williams – zpěv